# Stribet sjakal
Stribet sjakal (Canis adustus) er et dyr i hundefamilien. Den når en længde på 65-81 cm med en hale på 30-41 cm og vejer 6,5-14 kg. Dyret lever i det centrale, østlige og sydlige Afrika. Hunnen er drægtig i mellem 57 og 70 dage. I den tid opholder hun sig i en hule.